# Gammarus limnaeus
Gammarus limnaeus is een vlokreeftensoort uit de familie van de Gammaridae. De wetenschappelijke naam van de soort is voor het eerst geldig gepubliceerd in 1874 door S.I. smith.